# Jonathan Pérez
Jonathan Alexánder Pérez Lara (Pico Rivera, 18 gennaio 2003) è un calciatore messicano, centrocampista del Nashville in prestito dal LA Galaxy.

## Carriera

### Club
Cresciuto nel settore giovanile del LA Galaxy, il 21 febbraio 2020 ha firmato il suo primo contratto venendo assegnato al Ventura County, la squadra filiale in USL Championship. Ha debuttato il 9 marzo nell'incontro vinto 5-1 contro il Rio Grande Valley ed ha segnato il suo primo gol il 3 settembre contro l'Orange County. Ha fatto il suo esordio in prima squadra il 3 maggio 2021, nell'incontro di MLS perso 3-0 contro il Seattle Sounders.
Il 30 luglio 2024 è passato in prestito al Nashville, trasferimento successivamente esteso anche al 2025.

### Nazionale
Ha giocato con gli Stati Uniti Under-16, prima di optare per il Messico, dove ha giocato con Under-16, Under-18, Under-20 ed Under-23.

## Statistiche

### Presenze e reti nei club
Statistiche aggiornate al 23 marzo 2025.
| Stagione        | Squadra         | Campionato      | Campionato | Campionato | Coppe nazionali | Coppe nazionali | Coppe nazionali | Coppe continentali | Coppe continentali | Coppe continentali | Altre coppe | Altre coppe | Altre coppe | Totale | Totale | Totale |
| Stagione        | Squadra         | Comp            | Pres       | Reti       | Comp            | Pres            | Reti            | Comp               | Pres               | Reti               | Comp        | Pres        | Reti        | Pres   | Reti   |        |
| --------------- | --------------- | --------------- | ---------- | ---------- | --------------- | --------------- | --------------- | ------------------ | ------------------ | ------------------ | ----------- | ----------- | ----------- | ------ | ------ | ------ |
| 2020            | Ventura County  | USL             | 13         | 4          | -               | -               | -               | -                  | -                  | -                  | -           | -           | -           | 13     | 4      |        |
| 2021            | Ventura County  | USL             | 17         | 1          | -               | -               | -               | -                  | -                  | -                  | -           | -           | -           | 17     | 1      |        |
| 2022            | Ventura County  | USL             | 4          | 3          | -               | -               | -               | -                  | -                  | -                  | -           | -           | -           | 4      | 3      |        |
| 2023            | Ventura County  | MNP             | 14         | 2          | -               | -               | -               | -                  | -                  | -                  | -           | -           | -           | 14     | 2      |        |
| 2024            | Ventura County  | MNP             | 5          | 1          | -               | -               | -               | -                  | -                  | -                  | -           | -           | -           | 5      | 1      |        |
| 2021            | LA Galaxy       | MLS             | 3          | 0          | -               | -               | -               | -                  | -                  | -                  | -           | -           | -           | 3      | 0      |        |
| 2022            | LA Galaxy       | MLS             | 1          | 0          | USCup           | 3               | 0               | -                  | -                  | -                  | -           | -           | -           | 4      | 0      |        |
| 2023            | LA Galaxy       | MLS             | 6          | 0          | USCup           | 0               | 0               | -                  | -                  | -                  | LC          | 0           | 0           | 6      | 0      |        |
| 2024            | LA Galaxy       | MLS             | 6          | 0          | USCup           | 0               | 0               | -                  | -                  | -                  | LC          | 0           | 0           | 6      | 0      |        |
| 2024            | Huntsville City | MNP             | 3          | 2          | -               | -               | -               | -                  | -                  | -                  | -           | -           | -           | 3      | 2      |        |
| 2024            | Nashville       | MLS             | 6          | 0          | USCup           | 0               | 0               | -                  | -                  | -                  | LC          | 1           | 0           | 7      | 0      |        |
| 2025            | Nashville       | MLS             | 3          | 1          | USCup           | 0               | 0               | -                  | -                  | -                  | LC          | 0           | 0           | 3      | 1      |        |
| Totale carriera | Totale carriera | Totale carriera | 81         | 13         |                 | 3               | 0               |                    | -                  | -                  |             | 1           | 0           | 85     | 13     |        |